# Desa Sukamantri (administrativ by i Indonesien, lat -6,79, long 107,19)
Desa Sukamantri är en administrativ by i Indonesien.   Den ligger i provinsen Jawa Barat, i den västra delen av landet, 70 km sydost om huvudstaden Jakarta.